# Kaposis sarkom

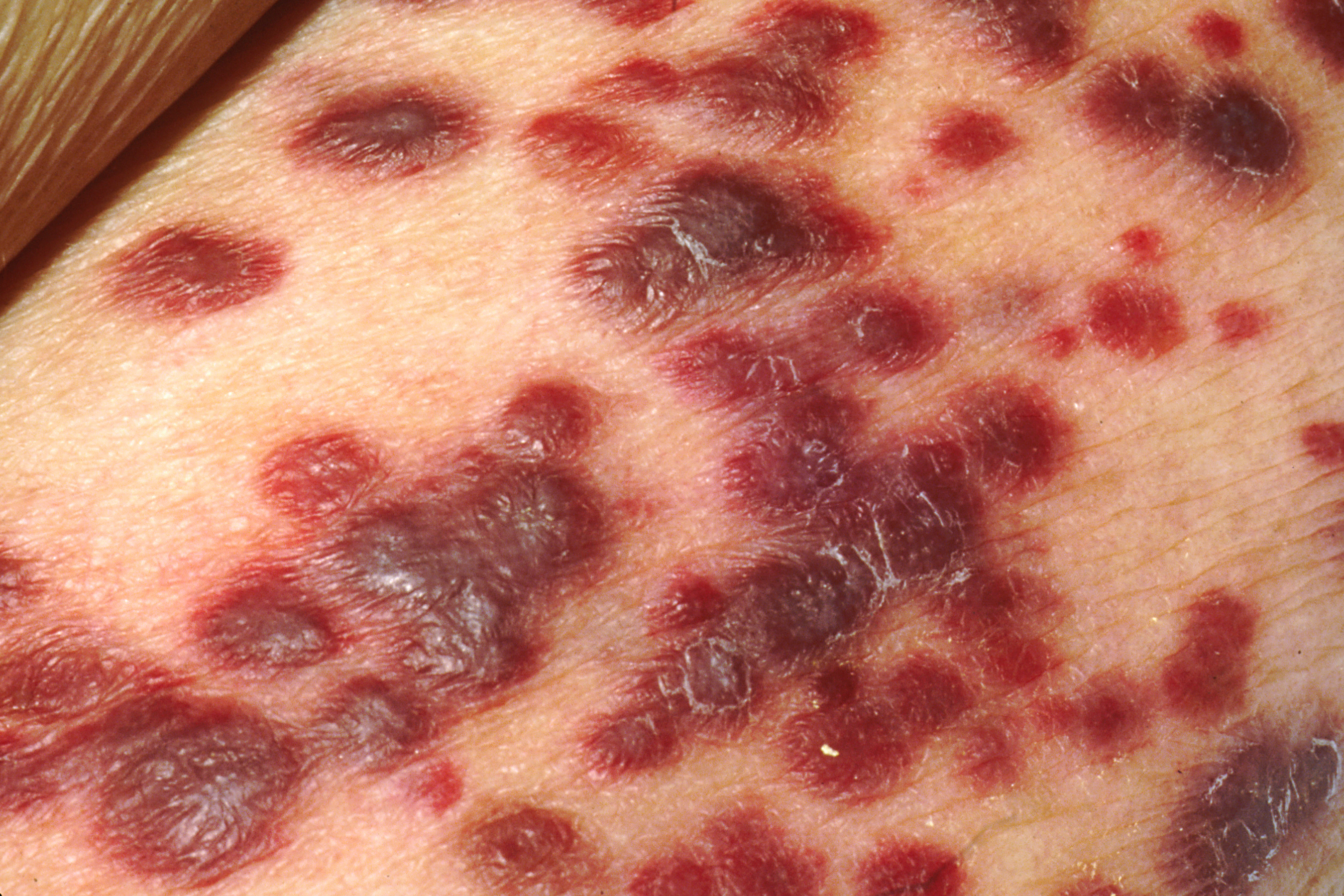
Kaposis sarkom - hudlesioner

Kaposis sarkom är en typ av cancer som främst förknippas med immunbristsjukdomen aids, men är även överrepresenterat hos patienter med vissa immunsuppresiva läkemedel. Det är en malign (elakartad) kärlbildande tumör (angiosarkom) som kan uppstå var som helst i kroppen, men är vanligast i bindväven under huden på händer och fötter. Trots att Kaposis sarkom är en malign typ av tumör är det sällsynt med dödsfall orsakade av detta sarkom. Att tumören är vanlig hos aidspatienter beror på att tumören orsakas av viruset Humant Herpesvirus 8 (HHV8) i herpesfamiljen.
HHV8 är särskilt vanligt i vissa geografiska områden (t.ex. Italien, Grekland och Afrika) och uppskattningsvis 10 % av alla friska människor beräknas vara bärare av viruset. Troligen överförs det via sexuell kontakt.